# Rhipidistia
I Rhipidistia rappresentano un sottordine fossile dei Crossopterygii, da cui si pensa si siano evoluti i primi Tetrapodi. 
I motivi principali per cui si ritiene che questi organismi siano i predecessori dei Vertebrati terrestri sono vari:
- la presenza dell'Archipterigio monoseriato (pinna pari particolarmente muscolosa) che presenta delle strutture omologhe con l'arto dei Vertebrati. In particolar modo si nota che l'elemento osseo che forma l'asse centrale della pinna, è omologo alla porzione più prossimale dei vertebrati, definita stilopodio. Altra omologia si riscontra tra i due elementi ossei (ulna e radio) che formano la porzione intermedia dell'arto dei vertebrati (definita zeugopodio), con gli elementi radiali dell'Archipterigio monoseriato
- le sacche polmonari' dei Crossopterigi, che evolveranno in strutture più efficienti quali i polmoni
- le coane, ovvero narici interne, che collegano la porzione posteriore della bocca con la faringe, facendo fluire l'aria fino ai polmoni
- i denti labirintici, ovvero caratterizzati da uno smalto che non riveste la dentina in modo omogeneo, ma forma degli avvallamenti (invaginazioni). Questo tipo di denti li ritroviamo tra i primi Tetrapodi, definiti appunto Labirintodonti
- la cinesi (mobilità) della scatola cranica, presente anche nei Tetrapodi
- la presenza di vertebre spondile, con centro vertebrale